# Радув
Радув (пол. Radów) — село в Польщі, у гміні Жепін Слубицького повіту Любуського воєводства.
Населення — 239 осіб (2011).
У 1975-1998 роках село належало до Гожовського воєводства.

## Демографія
Демографічна структура станом на 31 березня 2011 року:
|          | Загалом | Допрацездатний вік | Працездатний вік | Постпрацездатний вік |
| -------- | ------- | ------------------ | ---------------- | -------------------- |
| Чоловіки | 124     | 20                 | 92               | 12                   |
| Жінки    | 115     | 23                 | 73               | 19                   |
| Разом    | 239     | 43                 | 165              | 31                   |